# Olga Cardoso
Olga Cardoso (Miragaia, Porto, 7 de Julho de 1934) é uma locutora de rádio e apresentadora de televisão portuguesa.

## Biografia
Em 1949 , com apenas 15 anos, foi convidada para dar voz a radionovelas na ORSEC (Oficinas de Rádio, Som, Eletricidade e Cinema). Depois ainda trabalhou na Rádio Porto e Rádio Clube do Norte.
Já em 1964, por sugestão do seu colega Fernando da Rocha, entra para a Rádio Renascença.
Durante mais de vinte anos (entre 1979 e 2000) apresentou o programa diário Despertar, na Rádio Renascença, primeiro ainda com Fernando de Almeida. Mas foi em parceria com António Sala que o programa ganhou enorme popularidade, tendo liderado as audiências durante muitos anos e feito um enorme sucesso. Chegou até a haver emissões em direto de Viena, na Áustria, de Sevilha, em Espanha, de Macau, da Expo'98 e ainda a bordo de aviões, barcos ou submarinos. Participou na peça teatral "Hotel Sarilhos", no Teatro Sá da Bandeira. Também gravou os singles "Bom dia (Amor)/O Último A Rir" (Polygram, 1984) e "Cor de Rosa Claro" (1988).
Aos 59 anos de idade, estreia-se na televisão, a convite de José Nuno Martins, para apresentar o concurso "A Amiga Olga", da TVI, que esteve no ar entre 1993 e 1994 e que também foi uma marca. Ainda na televisão, na TVI, apresentou um programa de anúncios publicitários, durante uns meses.
Em 1999 decide terminar a sua carreira. A última emissão do saudoso programa Despertar foi ao ar a 28 de janeiro de 2000. Ainda voltou à Rádio Renascença, um ano depois, para apresentar "Clássicos da Renascença", com António Sala. Esse programa durou alguns meses.
Atualmente, vive em Coimbra. Durante alguns anos, fez um programa para rádios regionais e até 2015 foi relações-públicas numa empresa. 
Aos 80 anos, Olga Cardoso descobriu que sofria da doença de Parkinson.
Foi casada com Virgílio Cardoso durante 37 anos. Tem três filhos e quatro netas.
É considerada por muitos como um ícone da rádio em Portugal. 